# Cheongwon-gu
Cheongwon-gu (koreanska: 청원구) är ett av de fyra stadsdistrikten i staden Cheongju i Sydkorea.  Det ligger i provinsen Norra Chungcheong, i den centrala delen av landet, 110 km söder om huvudstaden Seoul. Antalet invånare är 200 338 (2019).
Cheongwon-gu utgör den norra delen av Cheongju.

## Administrativ indelning
Cheongwon-gu består av dels ett stadsområde (31,98 km²) som är indelat i stadsdelar, dels ett ytterområde (183,06 km²) som är indelat i två köpingar och en socken.

### Stadsdelar
De fem stadsdelarna (dong) har totalt 104 344 invånare:
Naedeok1-dong,
Naedeok2-dong,
Ogeunjang-dong,
Uam-dong och
Yullyang·Sacheon-dong.

### Ytterområden
De två köpingarna (eup) och socknen (myeon) har totalt 95 994 invånare:
Bugi-myeon,
Naesu-eup och
Ochang-eup.